# 多々羅川 (徳島県)
多々羅川（たたらがわ）は、徳島県徳島市にある吉野川水系の河川である。

## 地理
徳島市渋野町西部の大久保山から発し、勝占町を通り西新浜町一丁目に流れる。下流の西須賀町には放水路が設けられ、大松川下流に通じている。
川名の由来は、流域が阿波の鐘鋳の中心で、古来の製鉄法を応用して寺院の鐘を鋳造する人々が居住していたことによる。
丈六町西方・西須賀町西方には東を流れる勝浦川により後背湿地化した。水田に利用されるが、夕立の雨にも水害が生ずるほどの低地である。主な生物としてコイ、ハゼ、タニシ、ジャンボタニシなどが生息している。
橋梁は下大野橋、雑賀橋、新川橋などがある。

## 流域の施設
- 徳島市立南部中学校
- 地蔵橋駅
- 徳島縣護國神社
- 徳島県立工業技術センター